# Tricontes360
Die tricontes360 GmbH (Eigenschreibweise tricontes360) (Ehemals D+S europe AG) war ein Anbieter von Lösungen für Sales und Service im Kontaktmanagement. Die letzte größere Entwicklung des Unternehmens fand 2020 durch Zusammenschluss der D+S 360 und der tricontes Group statt. 

## Geschichte

### D+S ab 1984
Das erste Unternehmen der D+S-Gruppe wurde 1984 in Hamburg gegründet. D+S notierte zwischenzeitlich am 1997 gegründeten Neuen Markt der Frankfurter Wertpapierbörse. Anfang 2018 wurde die Übernahme von D+S durch den Konzern Ströer Media bekanntgegeben. Ströer wurde hierbei von Ebner Stolz beraten. Ströer kündigte anschließend eine Umsatzsteigerung an. Die Genehmigung der Übernahme durch das Bundeskartellamt wurde von Mitarbeitern positiv aufgenommen. Ab dem 1. Januar 2019 firmierte die D+S 360 Gruppe und alle zugehörigen Callcenter unter dem Namen Avedo.
Im Dezember 1999 wurde D&S (später vereinfachte man die Schreibweise zu D+S) in eine Aktiengesellschaft umgewandelt. Noch 1999 wurde die bis dahin eigenständige Telemarketing-Agentur cca24 – dialog center gmbh (mit über 600 Beschäftigten) hinzugekauft.
Die Aktien wurden vom 17. bis 19. Mai 2000 online emittiert. Die Erstnotiz der später in D+S Europe umbenannten Firma erfolgte am 23. Mai 2000. D+S notierte am 1997 gegründeten Neuen Markt der Frankfurter Wertpapierbörse. Im ersten Börsenjahr erzielte die Firma einen Verlust von 3,8 Millionen Euro. Vorstandsmitglied und Firmengründer Alexander Duhre erklärte zudem, dass D+S untypisch für das von Start-ups geprägte Börsensegment „Neuer Markt“ sei.
2001 wurde eine geplante Fusion mit der am Neuen Markt notierten Camelot AG abgesagt. Stattdessen vergrößerte sich d+s durch ein von Grund auf neu gebautes Callcenter in Bremerhaven.
Die Aktien des Callcenter-Betreibers D+S online sind am 8. August 2001 1 Stunde vom Handel am Frankfurter Neuen Markt ausgesetzt worden. Grund für den Schritt der Deutschen Börse AG war eine Ad Hoc-Mitteilung des Unternehmens. Der Hamburger Dienstleister erwartete nach eigenen Angaben zufolge im laufenden Jahr 2001 statt eines Verlustes von 4,5 Millionen DM nun 12 Millionen DM und wollte rund 70 der 1 650 Mitarbeiter entlassen. Zudem reduzierte D+S die Umsatzschätzungen für das kommende Jahr von 63 Millionen DM auf 48 Millionen DM.
2002 fielen Restrukturierungskosten in Höhe von einer Million Euro an. Um das angestrebte Umsatzvolumen zu erreichen, übernahm man die Itzehoer Contakt GmbH. So wurde man vorläufig zur deutschen Nummer drei der Callcenterbranche.
2003 betrieb die d+s online AG acht deutsche Standorte mit 1525 Mitarbeitern und erzielte einen Umsatz von 48 Millionen Euro. Die Aktie notierte im Prime Standard.
Mitte 2004 benannte sich der Konzern in D+S europe AG um. Unter diesem Namen gab es weitere Übernahmen. Dadurch wuchs die Firma in diesem Jahr auf über 2400 Mitarbeiter und einen Jahresumsatz von über 50 Millionen Euro. Als Folge wurde D+S die Nummer fünf der Callcenterbranche.
2005 übernahm man die Mainzer Deutsche Telefon- und Marketing Services AG (DTMS), einen Anbieter für Telefonmehrwertdienste mit 130 Beschäftigten. Mit Mobileview übernahm man 2006 noch einen weiteren Anbieter von Mehrwertdiensten. Zum Ende des Jahres 2005 war die Marktkapitalisierung D+S europe AG innerhalb von 12 Monaten auf 173,5 Mio. Euro gestiegen. Dadurch qualifizierte sich die D+S europe AG für die Aufnahme in den 1999 neu geschaffenen SDAX.

### 2006 bis 2008: SDAX
2007 kaufte die D+S AG die im eCommerce tätige Heycom-Gruppe. Damit wurde D+S auch zum Logistiker. Insgesamt zeigte die D+S AG im Verlaufe des Jahres 2007 ein Wachstum von 42 Prozent beim Umsatz und ein Wachstum von 73 Prozent beim Gewinn vor Zinsen, Steuern und Abschreibungen (EBITDA). Ebenfalls 2007 startete D+S zum Zweck der Heranbildung von Führungskräften ein gemeinsames Projekt mit dem Studiengang BWL der Hochschule Bremerhaven.
2008 vermeldete D+S Europe Umsatzsteigerungen. Danach veräußerte der Großinvestor AvW Invest seine Beteiligung bei D+S Europe mit Gewinn an das Private-Equity-Haus Apax. Apax stimmte einer Kapitalerhöhung zu. Im April besaß Apax fast ein Drittel der Aktien. In dieser Situation machte Apax den anderen Aktionären von D+S das Angebot, ihnen ihre Aktien zu einem Festpreis abzukaufen. Die Übernahme von D+S Europe durch Apax musste von der EU genehmigt werden. Im Juni 2008 gab D+S Europe bekannt, dass durch die Aktienaufkäufe von Apax der Streubesitz unter 10 Prozent gesunken war. Darum schied D+S Europe zum September aus dem SDAX aus.
Beim Kauf im April 2008 hatte sich Apax verpflichtet, mindestens 50 Prozent des Grundkapitals drei Jahre lang zu halten.

### 2008 bis 2012: Apax
Ende 2008 kaufte D+S Europe von der Telekom-Tochter Vivento Customer Services Callcenter in Berlin, Gera, Göttingen, Leipzig und Rottweil mit insgesamt rund 550 Beschäftigten und verpflichtete sich, an diesen Standorten mindestens fünf Jahre für die Deutsche Telekom zu arbeiten. Durch den Erwerb der vormals von der Deutschen Telekom selbst betriebenen Standorte wurde D+S Europe zwischenzeitlich zu dem (nach Arvato Bertelsmann und Walter Tele Medien) drittgrößten deutschen Callcenterbetreiber.
Im Juni 2009 gab Apax bekannt, dass man die restlichen noch im Streubesitz befindlichen Aktien durch ein Squeeze-out übernehmen würde.
Im Juli 2009 tauschte Apax bei D+S den Finanzvorstand Henning Soltau aus, drei Monate später musste auch Vorstandschef Achim Plate gehen. Beim Kauf im April 2008 hatte sich Apax verpflichtet, mindestens 50 Prozent des Grundkapitals drei Jahre lang zu halten.
Am 10. September 2009 wurden die mit eCommerce befassten Konzernbestandteile Heycom, Adamicus, Picturepark Studios, D+S payment und D+S inkasso unter dem Namen Netrada zusammengefasst.
Im Geschäftsbereich Telemarketing wirkten sich gesetzliche Verschärfungen negativ auf die Ertragslage aus. Noch 2005 hatte man die Abschaffung der 0190-Nummern als Chance gesehen.
2010 verkaufte D+S Europe den Hannoverschen Mehrwertdienste-Vermarkter Newtex (bis dahin Teil der 2005 übernommenen DTMS) durch ein Management-Buy-out. Der wirtschaftliche Hintergrund war, dass das Geschäft mit Mehrwertdiensten 2004 durch das Inkrafttreten neuer staatlicher Regelungen weiter eingeschränkt wurde.
2011 kündigte D+S Europe an, die fünf Ende 2008 von Vivento Customer Services übernommenen Callcenter zu schließen. Grund: Trotz Lohnzugeständnissen der Mitarbeiter hatten die Standorte, die inzwischen von der Tochterfirma Teldas Communication Center Management GmbH betrieben wurden, sich als unprofitabel und unverkäuflich erwiesen. Die betroffenen Mitarbeiter zogen gegen die betriebsbedingten Kündigungen vor Gericht. Die Gewerkschaft Ver.di verurteilte die Schließung als „skandalös“.
Der Betrag von 45 Millionen Euro, den die Telekom 2008 beim Verkauf ihrer Tochter Vivento Customer Services GmbH an Teldas als Subventionspaket plus eines Auftragsvolumens von fünf Jahren vereinbart hat, wurde innerhalb von zweieinhalb Jahren verbraucht.
Die hausinterne IT wurde im April 2011 an die ATOS Origin ausgelagert. Der französische Dienstleister übernahm dafür 50 bislang für die D+S Solutions GmbH tätige Mitarbeiter.

### 2012 bis 2017: CMP
Anfang 2012 wurden der Name d+s und das ursprüngliche Kerngeschäft von der CMP GmbH gekauft. Die veräußerten D+S cc-Gesellschaften hatten im Vorjahr 2011 Umsatzerlöse in Höhe von rund 87 Millionen Euro erzielt. Die übrigen Teile der D+S Europe wurden unter dem bereits etablierten Namen Netrada weitergeführt.
Im Juni 2012 beschloss man die Bündelung von Vertriebsaktivitäten und Produktentwicklung in der hierfür gegründeten Tochterfirma D+S 360° Media World.
Im Mai 2013 gab Ver.di bekannt, dass sich auch Mitarbeiter von D+S an einer Unterschriftenaktion für die Einführung des Mindestlohns in Callcentern beteiligt hatten. Im folgenden September besuchte die SPD den Standort Gera, um sich von den Arbeitsbedingungen der Mitarbeiter zu überzeugen.
Nachdem die Betriebsräte der D+S im Jahre 2013 angekündigt hatten Einstellungen von Mitarbeitern aus Zeitarbeitsfirmen nur dann zuzustimmen, wenn alle befristeten Mitarbeiter im Unternehmen der D+S entfristet sind, kündigte die Geschäftsführung der D+S Gruppe an, ab 2014 alle Mitarbeiter unbefristet einzustellen, um für die ganze Branche „ein positives Zeichen“ zu setzen. In diesem Sinne würde man zukünftig auch die Zusammenarbeit mit Zeitarbeitsfirmen reduzieren. Diese Personalmaßnahme wurde wie angekündigt durchgesetzt.
Im Juli 2013 veröffentlichte das Manager Magazin eine Liste der 10 größten in Deutschland tätigen Callcenter-Betreiber und vergab Platz 7 an D+S.
2014 stellte man auf der CallCenterWorld (CCW) in Berlin ein von der Tochterfirma D+S 360° Webservice GmbH entwickeltes „Self Service-Tool“ namens „Webservice First“ vor. Es beruht laut Beschreibung von D+S auf einer Wissensdatenbank, die automatisch wächst und die in Bezug auf Sprache, Workflows und Branding anpassbar ist. Im Januar 2015 übernahm Benjamin Barnack das Management der Digitalsparte und wurde Geschäftsführer der D+S 360° Webservice GmbH.
Im November 2014 berichtete die Ostthüringer Zeitung über die Eröffnung eines neuen Inbound-Callcenters in Jena, wo man eine 1000 Quadratmeter große Etage im ehemaligen „Bau34“ des Zeiss-Werkes anmietete, um u. a. Kunden von Mobilcom, Weltbild und ExtraEnergie zu beraten.
Im Mai 2017 wurde in Neubrandenburg das insgesamt elfte Callcenter eröffnet. Mitte November berichtete die Fernsehserie Galileo auf ProSieben über einen Selbstversuch der Reporterin Claire Oelkers, die hierfür drei Tage als Telefonagentin im Callcenter in Jena gearbeitet hatte.

### 2018 bis 2020: Ströer Media
Anfang 2018 wurde die Übernahme von D+S durch den Konzern Ströer Media bekanntgegeben. Ströer wurde hierbei von Ebner Stolz beraten. Ströer kündigte anschließend eine Umsatzsteigerung an. Die Genehmigung der Übernahme durch das Bundeskartellamt wurde von Mitarbeitern der D+S positiv aufgenommen.

### Ab 2020: Tricontes
Im Oktober 2016 wurde die tricontes Group GmbH in München durch Klaus Gumpp und Dirk Scholand gegründet. Diese übernahm den Standort München der Capita. Im Oktober 2017 eröffnete das Unternehmen einen weiteren Standort in Augsburg. 2018 wurde der Nearshore Standort Pristina, mit deutschsprachigen Service aus dem Ausland, gegründet. 2019 folgte der Standort Palma auf Mallorca. 2019 erfolgte die Fokussierung auf Digitalisierung und Automatisierung und damit einhergehend die Gründung der Intermation GmbH.

### Zusammenschluss von tricontes und D+S
2020 folgte die Gründung der tricontes360 mit Verschmelzung der ehemaligen D+S 360 und tricontes Group. Seit Herbst 2020 wird statt des Namens Avedo der Markenname tricontes360 verwendet, den einheitlich alle Tochtergesellschaften als Namensbestandteil haben.

## Leistungen
Das Unternehmen kümmert sich um Kundenbetreuung von der Erstberatung über die Implementierung kompletter CRM-Lösungen bis hin zu interaktiven Digitalisierungslösungen. Die telefonische Kundenberatung wird nach eigener Einschätzung trotz allem technischen Fortschritt auch in Zukunft ein Tätigkeitsschwerpunkt bleiben. Diesbezüglich sieht man den Trend, dass die Anforderungen an die Mitarbeiter immer komplexer werden, da der zunehmende Einsatz von Spracherkennung bei einfachen Aufgaben die automatische Bearbeitung telefonischer Anfragen erlaubt.

## Unternehmensstruktur
tricontes360 mit Sitz in Köln tritt als Muttergesellschaft auf und hält Beteiligungen an 16 tricontes360-Tochtergesellschaften. Dazu zählen die tricontes360 Augsburg GmbH, tricontes360 Bremerhaven GmbH, tricontes360 Frankfurt Oder GmbH, tricontes360 Gera GmbH, tricontes360 Hamburg GmbH, tricontes360 Verwaltung Hamburg GmbH, tricontes360 Hof GmbH, tricontes360 Itzehoe GmbH, tricontes360 München GmbH, tricontes360 Münster GmbH, tricontes360 Neubrandenburg GmbH, tricontes360 Rügen GmbH, tricontes360 solutions GmbH. Das Unternehmen betreibt europaweit 15 Callcenter, davon 12 in Deutschland. Weitere Standorte sind tricontes Spain S.L.O in Palma, tricontes Prishtina SH.P.H. in Pristina und tricontes360 Hellas M.I.K.E. in Thessaloniki. Insgesamt arbeiten an allen Standorten etwa 2500 Mitarbeiter für tricontes360.

## Insolvenz
Laut einer Bekanntmachung des Amtsgerichts Hamburg hat die tricontes360 Verwaltung Hamburg GmbH am 2. Februar 2023 Insolvenz angemeldet. Der Hamburger Rechtsanwalt Tjark Thies wurde zum vorläufigen Insolvenzverwalter bestellt. Alle deutschen Standorte und 3000 Mitarbeiter sind betroffen. 
Die Standorte Augsburg, Münster, Bremerhaven, Hamburg, Rügen und Gera werden komplett geschlossen. Die übrigen Standorte werden nur unter der Voraussetzung übernommen, dass die örtlichen Betriebsräte alle Konzern- und lokalen Betriebsvereinbarungen komplett aussetzen.

## Liste der Standorte

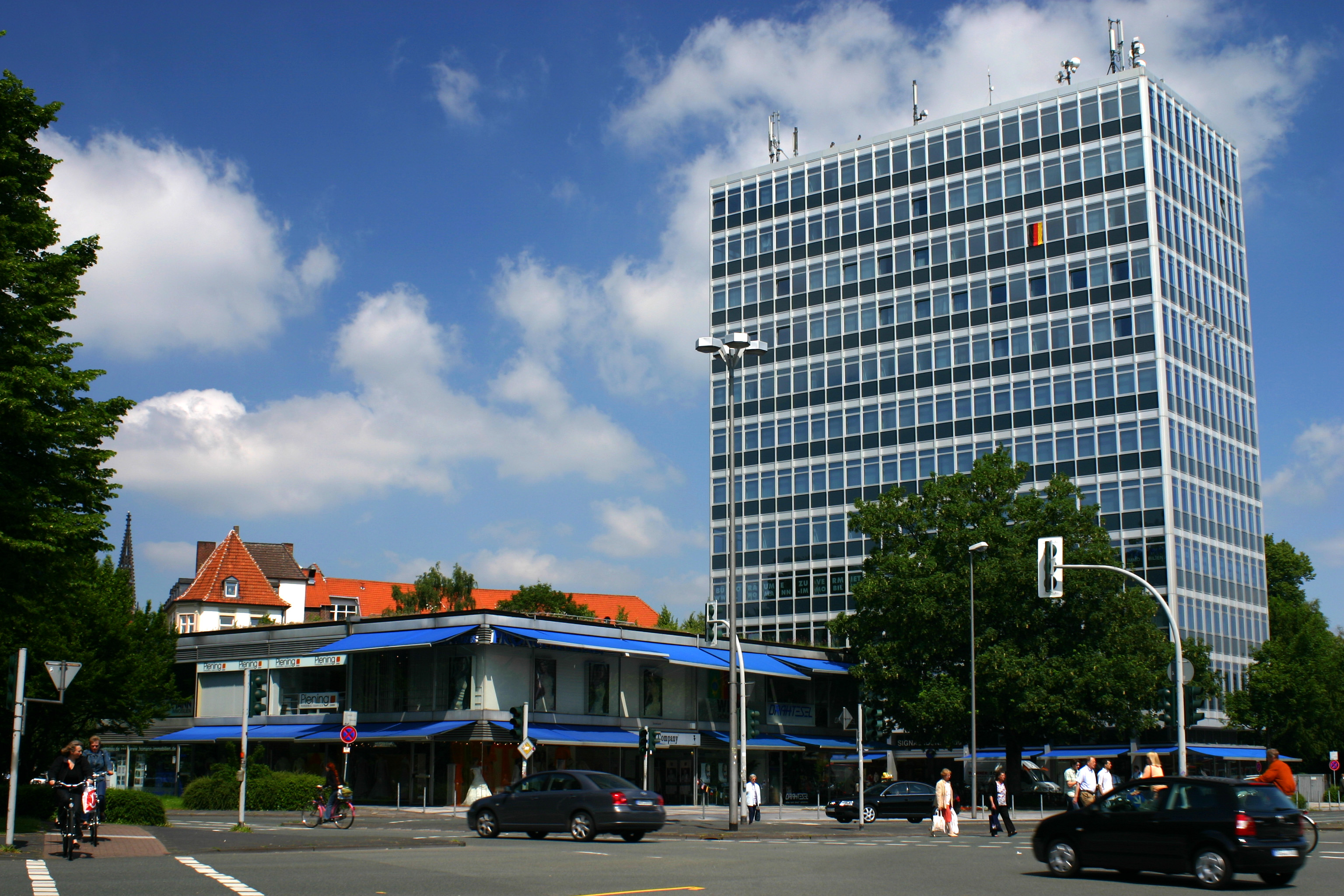
Standort Münster: Iduna-Hochhaus (am Servatiiplatz)

- Augsburg
- Bremerhaven
- Frankfurt (Oder)
- Gera
- Hamburg
- Hof
- Itzehoe
- München
- Münster
- Neubrandenburg
- Rügen
- Palma de Mallorca
- Pristina
- Thessaloniki

(Quelle:)